# 생활환
생활환(生活環, 영어: biological life cycle)이란 어떤 개체에 대해 한 세대의 특정 단계에서 다음 세대의 동일한 발달 단계로 돌아오는 변화 과정을 말하며, 그 주기를 말하기도 한다. 생활환은 생식을 통하여 번식할 때 거치는 모든 다른 세대를 포함한다. 유성생식을 하는 생활환을 유성생활환이라 하며, 모든 유성생활환은 감수분열과 수정 과정을 포함하지만 종에 따라 그 시점이 다르다. 생활 주기(生活週期)라고도 하며, 특히 어떤 개체가 태어나는 단계를 첫 단계로 설정한 생활환은 한살이라고도 한다.
감수분열과 수정 시점의 차이로 우세한 핵상의 시기가 달라지며 이를 기준으로 생활환은 다음의 3가지 종류로 크게 나뉜다.
- 복상 생활환 (diplontic life cycle)
- 단상 생활환 (haplontic life cycle)
- 단복상 생활환 (haplodiplontic life cycle) 혹은 세대교번 (alternation of generation)

## 복상 생활환
복상 생활환(diplontic life cycle)은 인간과 대부분의 동물, 일부 원생생물과 균(fungi)에서 일어나는 유형의 생활환으로 다세포의 복상(2n) 개체가 생활환의 대부분의 시기를 차지하며 단세포인 배우자(gametes)만이 반수체 시기를 구성한다. 다세포의 복상(2n)개체가 감수분열을 거쳐 단세포의 단상(n)인 배우자(gametes)를 생성하면, 다른 배우자(gametes)와의 수정을 통해 단세포의 복상(2n)인 접합자(zygote)를 형성한다. 복상(2n)의 접합자는 체세포분열을 통해 새로운 2배체의 다세포 세대를 형성하여 생활환을 반복한다.

## 단상 생활환
단상 생활환(haplontic life cycle)은 대부분의 균(fungi)과 조류를 포함하는 몇몇 원생생물에서 일어나는 유형의 생활환으로 복상 생활환과는 반대로 반수체(n, 단상)의 다세포 개체가 생활환의 대부분의 시기를 차지한다. 반수체의 다세포 개체는 체세포 분열을 통해서 단세포의 배우자(gamete)를 형성한 후 다른 배우자(gamete)와의 수정을 통해 단세포의 2배체(2n, 복상)인 접합자(zygote)를 형성한다. 그 후 곧바로 감수분열을 통해서 단세포의 반수체(n)인 포자(spore)를 만들며, 이 포자를 만들며 이 포자는 체세포 분열을 통해서 다시 반수체의 다세포 개체를 형성하여 생활환을 형성한다.

## 단복상 생활환
단복상 생활환(haplodiplonic life cycle)은 식물과 몇 종류의 조류에서 나타나는 유형의 생활환으로 앞의 두 생활환과는 다르게, 다세포 2배체(2n) 시기의 포자체(sporophyte)와 다세포 반수체(n) 시기의 배우체(gametophyte)라는 2종류의 상이한 세대를 포함한다. 단복상 생활환은 이 두 종류의 세대가 서로 반복되는 것으로도 볼 수 있는데, 이 때문에 흔히 세대교번(alternation of generation)이라고 불린다. 포자체(sporophyte)는 감수분열을 통하여 단세포의 포자(spore, n)을 형성하고, 이 포자는 체세포분열을 통하여 배우체(gametophyte)를 형성한다. 배우체(gametophyte)는 체세포분열을 통해 단세포의 배우자(gamete)를 형성하며, 다른 배우자(gamete)와의 수정을 통해 접합자(zygote)를 형성하며 체세포분열을 통해서 다시 포자체(sporophyte)를 형성하여 생활환을 형성한다. 식물의 분류학적 위치에 따라서 배우체(gametophyte) 세대와 포자체(sporophyte)의 우세성이 달라지며, 고등식물로 갈수록 배우체세대는 축소되어 현화식물문에 이르러서는 포자체세대에 의존하게 된다. 흔히 우리가 보는 나무나 꽃을 피우는 식물들은 포자체(sporophyte) 세대이다.

## 참고 문헌
- Campbell, Reece, Biology 8th edition, Pearson Benjamin Cummings, 2008,p252
- 한국생물과학협회, 생물학용어집 제2판, 자유아카데미, 2005, p165, p246

## 같이 보기
- 생물